# Bellaco
Bellaco és una entitat de població de l'Uruguai, ubicada a l'oest del departament de Río Negro. Té una població aproximada de 234 habitants. segons les dades del cens del 2004.
Es troba a 69 metres sobre el nivell del mar.